# NGC 7534
NGC 7534 (другие обозначения — PGC 70781, MCG −1-59-6) — неправильная галактика в созвездии Рыбы.
Объект причисляют к галактикам низкой поверхностной яркости.
Этот объект входит в число перечисленных в оригинальной редакции «Нового общего каталога».